# پردیس سینمایی بازار شهر
پردیس سینمایی شیراز بازار شهر یک پردیس سینمایی در شهر قم، ایران است.
این سینما که در سال ۱۴۰۱ تأسیس شده دارای چهار سالن نمایش با ظرفیت ۵۵۰ نفر می‌باشد.